# Pfrimm
La Pfrimm est un affluent de 42,7 km de long, localisé à l'ouest du Rhin en Rhénanie-Palatinat.

## Cours

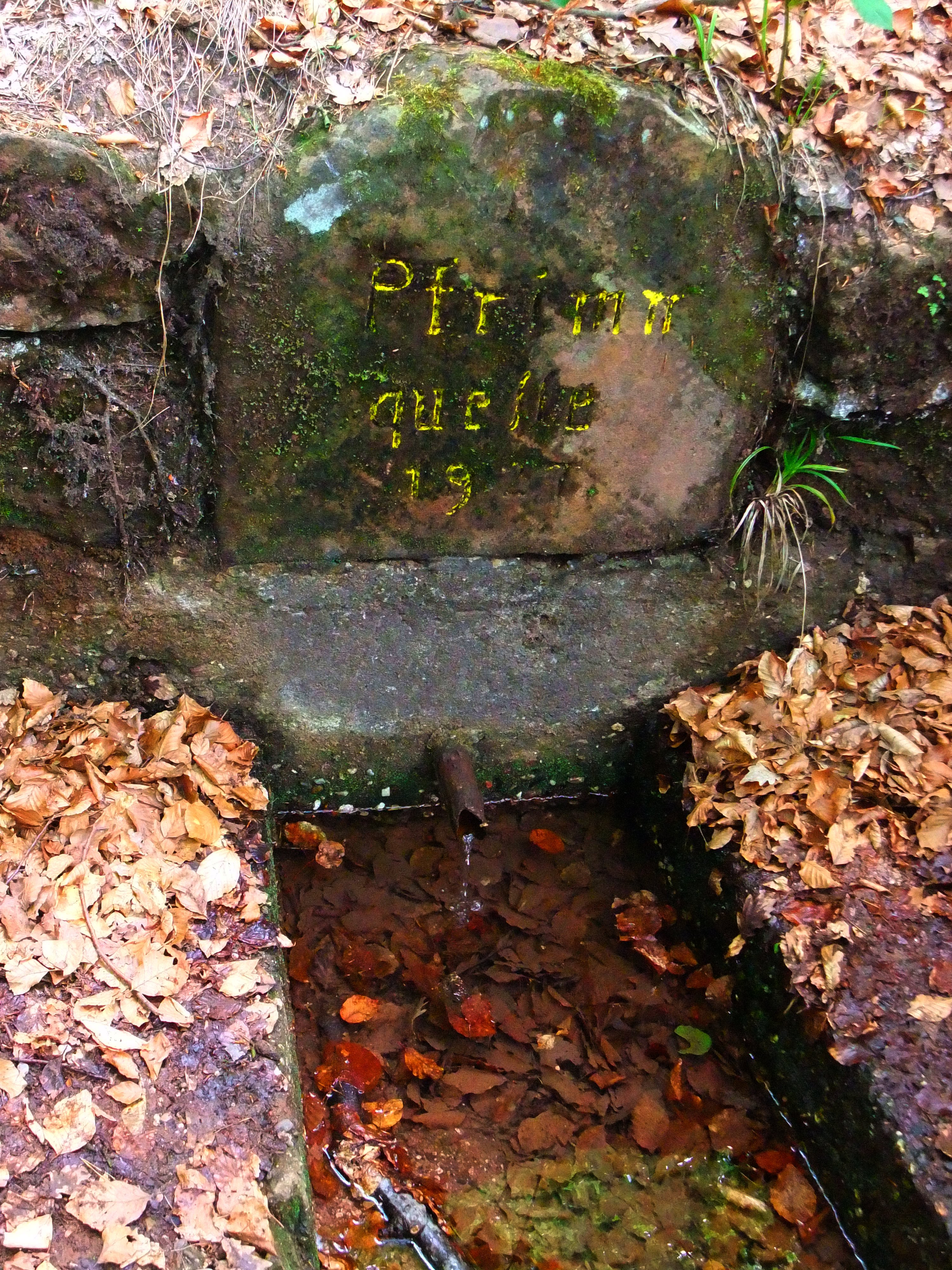
La source de la Pfrimm près du Pfrimmerhof.

La source de la Pfrimm se trouve dans le sud de l'arrondissement du Mont-Tonnerre et dans la partie nord du Parc naturel de la Palatinat, une réserve naturelle, à environ 3 km plus sud-est de la commune de Sippersfeld dans la réserve naturelle de « Sippersfelder Weiher ». La source de la Pfrimm a été découverte en 1927 avec des pierres de basalte. Quelque dix mètres plus au nord, la Pfrimm traverse l'étang de la Pfimm et se jette dans l’étang de Sippersfeld. La Pfrimm coule principalement à travers des zones agricoles et longe, pour la plupart, la route B 47 : d’abord, elle draine la partie septentrionale des montagnes du Nord Palatinat. En dessous de l’étang des Sippersfeld, elle continue vers le Nord en passant par le Pfrimmhof, qui appartient à Sippersfeld. Puis elle passe à l’ouest de la « Montagne de Pfrimm » et traverse ensuite le hameau de Breunigweiler pour arriver à la confluence du ruisseau « Mohbach ».
Dans les collines d'Alzey, la Pfrimm rejoint le ruisseau de Bornbach et passe par Standenbühl. Entre Standenbühl et Dreisen se trouve sur la rive sud le Münsterhof, ancienne abbaye des prémontrés de Münsterdreisen. La Primm y est surmontée par un arc d’un ancien pont de 1770. Après Dreisen, le Häferbach arrive de l’ouest et à Marnheim c’est le Gerbach ; c’est à cet endroit que les ruines d’un viaduc peuvent être aperçues. Après Albisheim vient ensuite le Leiselsbach au nord-ouest. Entre Marnheim et Albisheim, la Pfrimm passe par Heyershof. Elle continue ensuite vers l’est et arrive à Harxheim où elle rejoint Ammelbach. En continuant le chemin vers l’est, la Pfrimm arrive dans le Landkreis Alzey-Worms, donc dans Rheinhessen, dans les villages de Marnheim et Monsheim, situés dans le Zellertal.
La Pfrimm rejoint l’agglomération de Worms, notamment dans le faubourg de Pfeddersheim où, en 1525, la Bataille de Pfeddersheim avait lieu pendant la guerre des paysans du Palatinat. La vallée de la Pfrimm est surmontée par le Pont de Pfeddersheim, un viaduc de la A 61 (d'une hauteur de 30 m et d'une longueur de 1 471,4 m) qui se trouve entre Pfeddersheim (à l’ouest) et les deux quartiers de Leiselheim et de Pfiffligheim. À partir de Pfiffligheim, la Pfrimm, redressée voir canalisée, entre dans des quartiers les plus proches de Worms ; elle longe d’abord la digue de Leiselheim (construite au Moyen Âge, augmentée en 1841 et renforcée en 2012), surnommée le « Pfrimmdamm ». À côté se trouve un petit plan d’eau d’une longueur de 300 m, appelé « Pfrimmweiher ». Après avoir passé le « Ochsenklavier » (piano des bœufs, voir plus bas), la Pfrimm entre dans un parc, le « Karl-Bittel-Park ». Après avoir contourné la ville de Worms et avoir traversé le quartier de Neuhausen, la Pfrimm traverse la B 9 et les rails du chemin de fer portuaire de Worms.

## Niveaux d’eau
Il y a des années, une forte crue (p. ex. en 1882, 1892, 1902, 1940 1950 1978, 1995 et 2003) eut lieu le 27 novembre 1882 : tous les moulins au bord du fleuve étaient inondés et le paysage s’était transformé en un grand étang. En traversant Neuhausen, le fleuve prend un raccourci par Gaustraße pour arriver au Rhin près de l’Église Notre-Dame de Worms.

## Géologie
Un précurseur de la Pfrimm pourrait s’être jeté dans le Rhin d'origine (de) pendant le Tortonien en apportant la terre de Deinotheriidae. Dans le Pliocène, la Pfrimm coulait probablement en direction du nord-est. Des sédiments découverts dans la Pfrimm datent de fin du Pliocène. La grandeur des terrasses alluviales du temps glaciaire montre que la Pfrimm, pendant le Pléistocène, était plus un fleuve qu’un ruisseau.
Les sources de la Pfrimm se trouvaient probablement, durant le temps de l’ancienne terrasse, principale près de Sippersfeld et de Pfrimmertal. À ce temps-là la Pfrimm n’avait pas encore percé le plateau de calcaire entre Marnheim et Wachenheim. Ce barrage naturel causait un écoulement vers le sud. Au temps des terrasses plus jeunes le plateau calcaire était percé. Maintenant la Pfrimm pouvait prendre la direction ouest-est, aussi à cause du soulèvement tectonique dans le bassin mayençais et du baissement du fossé du Rhin haut.

## Utilisation

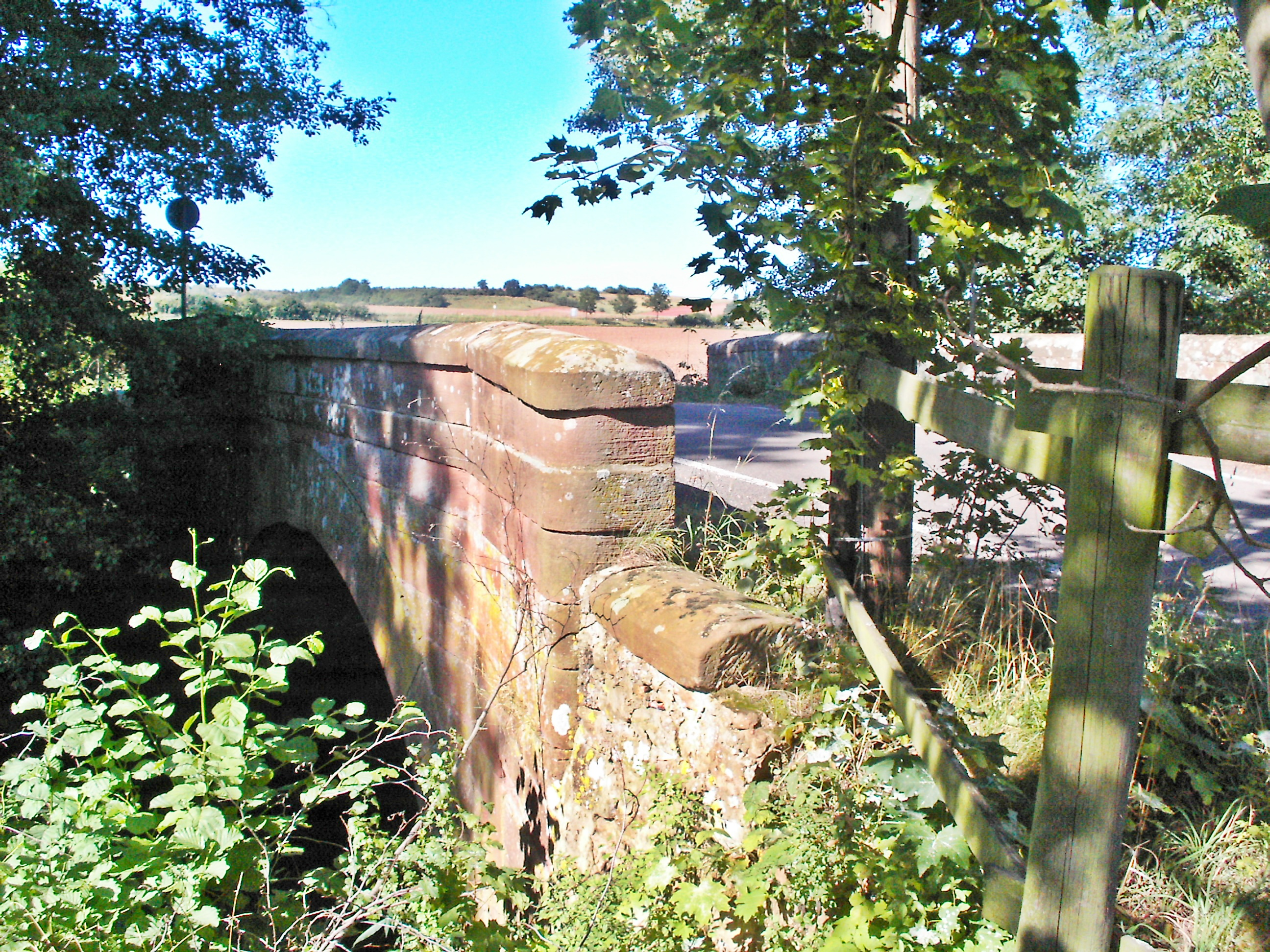
Pont sur la Pfrimm du 1770, au Münsterhof près de Dreisen.

Sur la Pfrimm, il existait de nombreux moulins à eau,,,. La découverte d’une meule romaine à Wachenheim suggère qu’il y avait déjà des moulins à eau durant l'époque romaine. Le premier document d'un moulin à eau construit sur la Pfrimm date de l'année 778,. En 1891, 35 propriétaires de moulins à eau construits sur la Pfrimm ont fondé une société pour le soutien des étangs de Sippersfeld près de la source (Pfrimmweiher Gesellschaft). Ces étangs servaient comme réservoirs d’eau pour la saison sèche et comme bassins de pisciculture. Le temps des moulins sur la Pfrimm se termina dans les années 1960 et 1970. Un des derniers moulins sur la Pfrimm était le moulin de village ou Rupp’ppsche Mühle, à Dreisen, toujours en fonction dans les années 1970,,.

## Ochsenklaviere

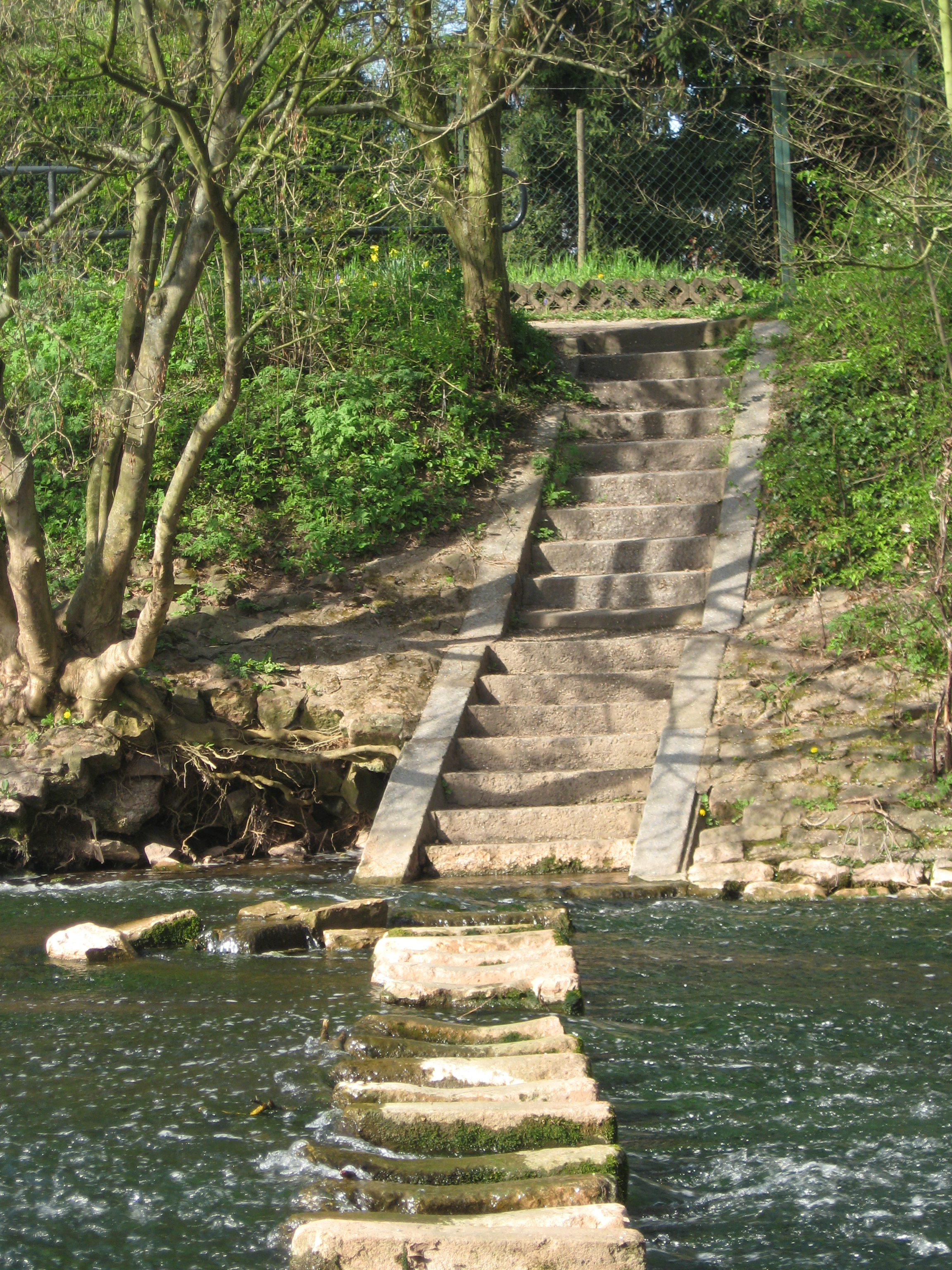
Ochsenklavier entre Pfiffligheim et Hochheim.

L’expression ‘’Ochsenklavier’’ est utilisée pour une construction qui permet la traversée d’un ruisseau à pied sec. Puisque cela ressemble à un clavier monstrueux, les gens le surnomment « Ochsenklavier », donc « clavier de bœufs ».

### Dans Pfeddersheim
Un « Ochsenklavier » plus ancien se trouvait à l’ouest de Worms-Pfeddersheim, au milieu de la rue Enzinger. C’est à cet endroit qu’il y avait un barrage pour avoir de l'eau coulant dans le « Mühlbach » (un ruisseau uniquement construit pour les moulins). Si on avait pas besoin de l’eau dans le « Mühlbach » ou en cas de risque d’inondation, le barrage était ouvert. À cet endroit il y avait aussi un « Ochsenklavier » pour avoir une possibilité de passage. La profondeur dans le barrage atteint 2 mètres et dans le « Mühlbach » encore 1 mètre ainsi les jeunes (et parfois même des adultes) y venaient pour se baigner.

### Entre Pfiffligheim et Hochheim

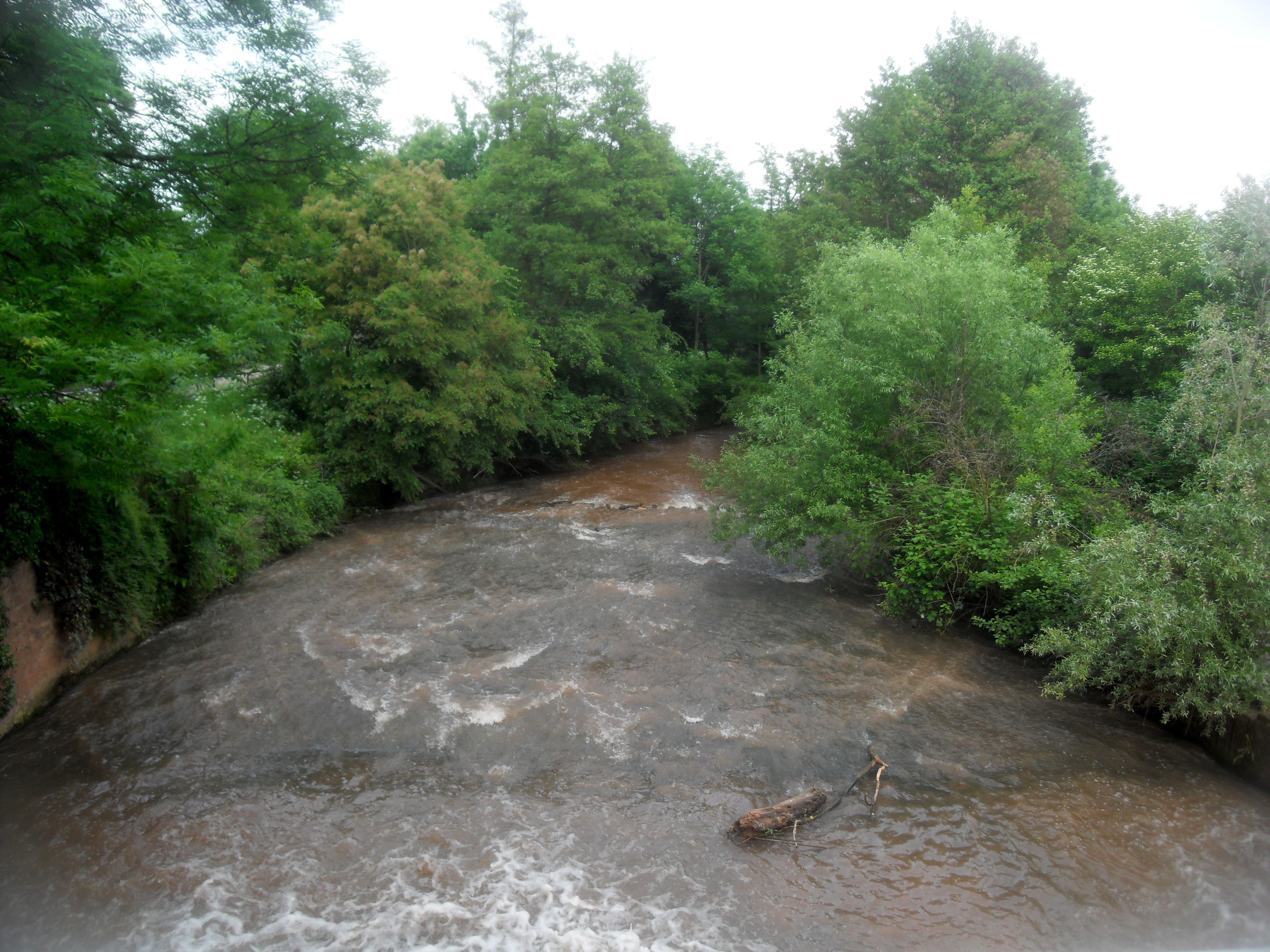
La Pfrimm dans le parc Karl-Bittel entre Pfiffligheim et Hochheim.

Entre les deux faubourgs (jadis des communes autonomes) Pfiffligheim et Hochheim se trouvait un seuil au nord du parc Karl Bittel. En 1898, on construisait à la sortie du barrage une possibilité de traverser la Pfrimm qui a été surnommée « Ochsenklavier » par les habitants à cause des pierres taillées. À l’aide de cette construction il y avait et il y a encore un passage sec en temps de basses eaux.
Plus tard, un pont fut construit et le « Ochsenklavier » perdit sa nécessité. Une échelle à poisson fut établie pour que les poissons puissent surmonter les différents niveaux d’eau au seuil.

## Trafic fluvial
La navigation sur la Pfrimm est possible seulement pour des canoës ou des kayaks. Par contre, au Moyen Âge, un certain trafic fluvial avait lieu. C'est ce que prouve un document datant de 893, une note dans le « Prümer Urbar », qui parle d’une livraison de céréales de Albisheim à Worms. Comme moyen de transport, on utilisait sûrement de petits bateaux et profitait d’un niveau d'eau plus élevé.
Dans la vallée de la Pfrimm il existe de nombreuses routes croisant le ruisseau à plusieurs reprises. La B 47 longe la Pfrimm. Près de Monsheim il existe un pont pour la B 271. La A 63 accompagne la Pfrimm jusqu’à Marnheim, et dans l’est de Worms-Pfeddersheim il existe un viaduc de la A 61 (Talbrücke Pfeddersheim). Juste avant qu’elle se jette dans le Rhin, elle passe en dessous de la B 9 dans l’agglomération de Worms.
Un petit chemin de fer suit la Pfrimm dans la vallée près de Zell Zellertalbahn.

## Sources
- (de) Cet article est partiellement ou en totalité issu de l’article de Wikipédia en allemand intitulé « Pfrimm » (voir la liste des auteurs).